# Мельничные Памъялы
Мельничные Памъялы (мар. Вакшсола Памъял) — деревня в Звениговском районе Республики Марий Эл. Входит в состав Кужмарского сельского поселения.

## География
Находится в южной части республики Марий Эл на расстоянии приблизительно 15 км по прямой на север от районного центра города Звенигово.

## История
Известна с 1795 года как казённая марийская деревня. В 1834 году население деревни составляли 58 семей и 368 жителей. В 1922 году в деревне проживали 288 жителей, а в 1923 году в 66 дворах — 300 жителей. В 1939 году в деревне было 316 жителей, в 1950 году в деревне насчитывалось 73 двора, в которых проживали 344 человека. В советское время работал колхоз имени Маркса, позже совхоз имени Маркса.

## Население
Население составляло 331 человек (мари 100 %) в 2002 году, 286 в 2010.